# Paramphisopus montanus
Paramphisopus montanus là một loài chân đều trong họ Amphisopidae. Loài này được Nicholls miêu tả khoa học năm 1943.